# Подразделение целевой разведки
Подразделение целевой разведки (ивр. יחידת מודיעין מטרות‎, аббревиатура ивр. יחמ"ם‎ ЯХМАМ) — собирательное название подразделений Армии обороны Израиля с уникальными характеристиками, входивших в состав Службы полевой разведки. Постоянные базы подразделений располагались вдоль северной границы Израиля в составе Северного военного округа — дивизий Ха-Галиль и Ха-Башан.
В 2018 году Армия обороны Израиля в регулярных и резервистских подразделениях начал процесс переформирования, когда все группы бойцов-разведчиков были организованы в рамках концепции «сбор и перехват на границах», основанная на оперативном решении, а не на IML, когда все бойцы имеют право использовать все существующие средства сбора и перехвата. Процесс переформирования завершился в 2020 году, когда Служба полевой разведки стала Пограничными войсками Израиля.

## История

### ЯХМАМ в регулярных войсках
После Войны Судного дня в составе Службы полевой разведки было создано подразделение долговременного наблюдения (подразделение 869), с целью улучшения разведывательных возможностей, которые до этого находились только в руках разведывательных отделов военных округов. Важным соображением при создании подразделения наблюдения было также создание прямой связи между отчетами о наблюдениях и территориальными бригадами, этого места сбоя в потоке разведданных, согласно отчету комиссии Агранта по выводам из опыта Войны Судного дня.
К этому подразделению добавился эшелон воздушного наблюдения с легких самолётов — «Шельф», в составе 100-й эскадрильи ВВС . Первым командиром подразделения стал майор Йорам Катьяли, выпускник военного училища-интерната в Хайфе, ранее являвшийся командиром бригады «Голани».
В 1993 году было создано подразделение целевой разведки дивизии «Ха-Плада» (тогда называвшаяся подразделением «Нитцан», сегодня это название подразделения полевой разведки в секторе Центрального военного округа) как секретное подразделение подполковником Йоси Гринфельдом. Роль подразделения заключалась в предоставлении разведывательных данных в режиме реального времени оперативным силам и ведении огня прямой наводкой по противнику. Созданное подразделение было прикреплено к Отделу полевой разведки в штабе полевых войск (Мафаш, ныне Сухопутное войска Израиля), и его солдаты носили черные береты со знаками различия разведывательного корпуса.
Пока Армия обороны Израиля находилась на юге Ливана, АОИ действовала как оперативное подразделение в области боевой разведки, а вместе с ней действовала Ливанская рота АОИ (отряд военного наблюдения) в приграничном районе и стрелковый батальон, который задействовал радиолокационное оборудование. В результате крушения вертолёта два бойца АОИ были убиты, и после обращения в Высший суд справедливости Армия обороны Израиля впервые раскрыла существование этого секретного подразделения.
В 2000 году, с созданием Службы полевой разведки (сегодня: Корпус боевого сбора) и после Второй интифады, подразделение «Ницан» перешло к действиям под центральным командованием и стало самым большим батальоном в Армии обороны Израиля (636 человек). В 2020 году от него отделился 595-й батальон Айт, поступивший в подчинение к дивизии «Ха-Башан».
Согласно данным, представленным Северным военным округом, банк целей, предоставленный подразделением по чрезвычайным ситуациям и боевым действиям, использовался во Второй ливанской войне, и АОИ получила большое преимущество над «Хизбаллой» уже в начале боевых действий в Ливане. Кроме того, в ходе боевых действий подразделения было обнаружено и ликвидировано множество ракетных установок и террористических отрядов «Хизбаллы».
В конце второго десятилетия XXI века ЯХМАМ был переформирован в резерв, а регулярные разведывательные роты были переопределены и реорганизованы в разведывательные роты сбора и перехвата — איי"ל.

### ЯХМАМ в резервистской службе
В дополнение к регулярным частям были созданы резервные части как часть боевой разведки, опять же в результате осмысления уроков Войны Судного дня. В лагере Рафиах в 1976 году проходили учения по созданию подразделения, которое первоначально называлось Гадман (разведывательный батальон), в составе 162-й дивизии. В качестве основы для этого подразделения использовалась рота джипов патрульного батальона дивизии во время войны. К той роте, которая называлась «Рота Б» и была ранее самостоятельной патрульной ротой (Патруль на джипах) на протяжении многих лет, была добавлена Рота А, состоящая из ветеранов различных пехотных частей, а также была создана штабная рота нового батальона. Первым командиром батальона был Зеев Райс, член кибуца Гиват-Бреннер, а его заместителем — Овед Бари из кибуца Гиват-Хаим-Меухад . Примерно через два года название батальона было изменено на ИХМАН (разведывательное подразделение), а ещё через несколько лет на ИХМАМ (целевое разведывательное подразделение). Этот батальон являлся резервным подразделением регулярной дивизии, а также действовал в её составе в Первой ливанской войне, Второй ливанской войне, операции «Облачный столп» и операции «Нерушимая скала», в ходе которых команды подразделения столкнулись с террористами и проникли на территорию Ливана и Сектор Газа. Задачи батальона, аналогичные подразделения которого были также созданы в резервных дивизиях, были такими же, как и для регулярного ИХМАМа. Как уже упоминалось, это подразделение все годы подчинялось регулярной 162-й дивизии (дивизия Ха-Плада). Это подразделение, которое в АОИ называлось батальоном 5861, было расформировано на церемонии, состоявшейся в Доме солдата в Тель-Авиве 31 октября 2022 года.

## Структура

### Задачи
Задачами ЯХМАМ являются помощь в уничтожении целей с использованием различных огневых средств, таких как артиллерия, танки, боевые вертолёты, снайперская стрельба, противотанковые ракеты и пулемётный огонь, а также выполнение задач боевой разведки, которые включают создание банка целей для АОИ.
Подразделения специализировались на приграничных участках Ливана и Сирии, занимались ведением боевых действий, маскировкой, разведкой, навигацией, документированием и действиями в гористой, запутанной и застроенной местности, уничтожая цели и собирая качественные разведданные. Регулярный ЯХМАМ состоит из трех рот, входящих в состав 869-го батальона 91-й дивизии Ха-Галиль.

### 869-й батальон

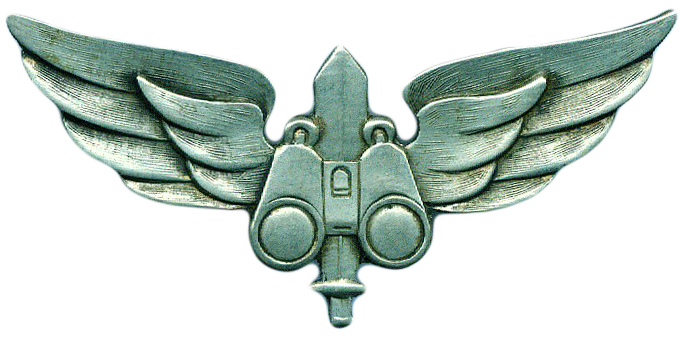
Значок бойцов части ЦЕСАМ (специальная разведывательная группа) перед формированием корпуса сбора боевых разведывательных данных.

Ведущая рота («ЦЕСАМ») — в прошлом она действовала как самостоятельное резервное подразделение, а затем как регулярное подразделение, получившее название «Специальное наблюдение» (ТЕЦАМ), первыми бойцами которого были ветераны спецназа Сайерет Маткаль и отряда «Шальдаг» . В 2000 году было принято решение о том, что специальная патрульная рота перейдет в состав флота ЯХМАМ и приступит к оперативной деятельности. Во время Второй ливанской войны ЦЕСАМ возглавляла формирование ЯХМАМ на различных участках боевых действий. Личным оружием разведчиков роты был автомат М4 с прицелом типа « Марс», а также ручные пулемёты . В 2019 году рота перестала входить в состав пехотных рот АОИ и снова превратилась в Силы специального назначения. В 2020 году рота была расформирована, а её бойцы приданы новой дивизионной роте в составе батальона — роте «Адир». В роте «Адир» вместе работают как ЦЕСАМ, так и ТЕЦАМ, некоторые из них являются ветеранами отряда «Дия» . В июле 2022 года рота «Адир» снова сменила название на роту «Мобил» после того, как были выпущены последние бойцы из подразделения «Диа».
Рота А («индейцы») — во время Второй ливанской войны рота А выполняла функции стационарной наблюдательной группы на границе с Ливаном. В связи с потребностью в подразделениях наблюдения, которая возросла во время Второй ливанской войны, бойцы стационарных групп также вошли в Ливан в рамках пехотных операций. В рамках уроков, извлеченных из войны, было решено, что существующая система ЦАХАЛа недостаточна и необходимо расширить её в приграничном секторе Ливана. Когда решение было принято, началась передислокация бойцов и обозначение роты было определено как рота ЯХМАМ. Личное оружие бойцов — винтовки М4 и ручные пулемёты «Негев» с прицелом «Марс».
Рота C («Гладиаторы») — рота, которая начинала как механизированная разведывательная рота (на базе машин Raccoon, Zeriz и Granite), а сегодня эксплуатирует также и бронетранспортеры, в дополнение к своим автомобильным возможностям. В него входят команды БПЛА с возможностью управления дронами.

### 595-й батальон
Рота B (рота ЯХМАМ) — действует в сирийском секторе. В начале своего пути рота действовала с выделенными командами в составе роты E, входившей в состав 869-го батальона, до создания 595-го батальона. С формированием батальона, рота продолжала работать в формате выделенных групп, но после региональных изменений в границах Государства Израиль и в рамках Гедеонской кампании 1974 года АОИ усилила свою оценку необходимости создания дополнительных формирований армии на границе с Сирией. С созданием 595-го батальона было принято решение о присоединении выделенной роты к роте АОИ, в 2014 году рота перешла на формат команд АОИ. Команды АОИ в роте обладают навыками в знании сирийской армии о её различных компонентах, в знании местности на Голанских высотах и в управлении огневыми элементами, развернутыми в районе Голанских высот. Личное оружие бойцов роты — М16 с прицелом Meprolite, а также ручные пулемёты.

## Обучение
За время обучения в составе Корпуса сбора боевых разведданных в составе Пограничных войск Израиля новобранцы АОИ (ныне боевые роты в составе 869-го и 595-го батальонов) проходят много обучения навигационно-маскировочного содержания, специализации на специальных средствах, боевых действий на открытой местности, боевые действия на запутанной и застроенной местности, походы с переноской тяжелых грузов, наблюдение, прицеливание, ряд боевых упражнений, разведка и боевая разведка. По окончании обучения солдаты получают квалификацию стрелок 06 и разведчик 07.
Обучение и повышение квалификации (16 недель обучения и ещё 16 недель повышения квалификации, всего 32 недели начальной подготовки) проводятся в Школе охраны границы (БАХАЛАГ) в Бекаат-Сайярим на юге страны. Начальная подготовка такая же, как и для всех батальонов Корпуса сбора боевых разведданных.
После обучения солдаты отправятся на обучение в подразделения, где солдаты завершают определённые учебные программы для ЦАХАЛа и оперативного сектора, в котором они будут действовать. Обучение проводится на постоянных базах подразделений. В дополнение к групповому обучению и обучению после перевода команд в роты, каждый военнослужащий проходит курсы, которые согласованы с его назначенной ролью в команде, например: курс медика, военный курс, продвинутый курс фотографии и опознания., курс построения полевых позиций и маскировки, курс оперативного вождения и многое другое.